# Willie Steele
William Samuel Steele, detto Willie (Seeley, 14 luglio 1923 – Oakland, 19 settembre 1989), è stato un lunghista statunitense, vincitore della medaglia d'oro ai Giochi olimpici di Londra 1948.

## Biografia
Ai Giochi della XIV Olimpiade vinse l'oro nel salto in lungo superando l'australiano Theodore Bruce (medaglia d'argento) e lo statunitense Herb Douglas.

## Palmarès
| Anno | Manifestazione  | Sede   | Evento         | Risultato | Prestazione | Note            |
| ---- | --------------- | ------ | -------------- | --------- | ----------- | --------------- |
| 1948 | Giochi olimpici | Londra | Salto in lungo | Oro       | 7,825 m     | Record olimpico |